# Иранский национальный музей
Иранский национальный музей (перс. موزه ایران باستان‎, Muze-ye Irân-e Bâstân) — археологический и исторический музей, находящийся в Тегеране.
Состоит из двух музейных комплексов: Музея древнего Ирана (Muze y Irān e Bāstān), который был открыт в 1937 году, и Музея постисламской эры (Muze ye Dowrān e (pasā Eslāmi)), открытого в 1972 году.
Экспозиция музея содержит исторические памятники древнего и средневекового периода, включая керамические сосуды, металлические предметы, текстильные изделия, некоторые редкие книги и монеты. Коллекция музея насчитывает 300 000 экспонатов.
В музее имеется ряд исследовательских подразделений, в том числе палеолитический и остеологический отделы, а также Центр по изучению керамики.

## История

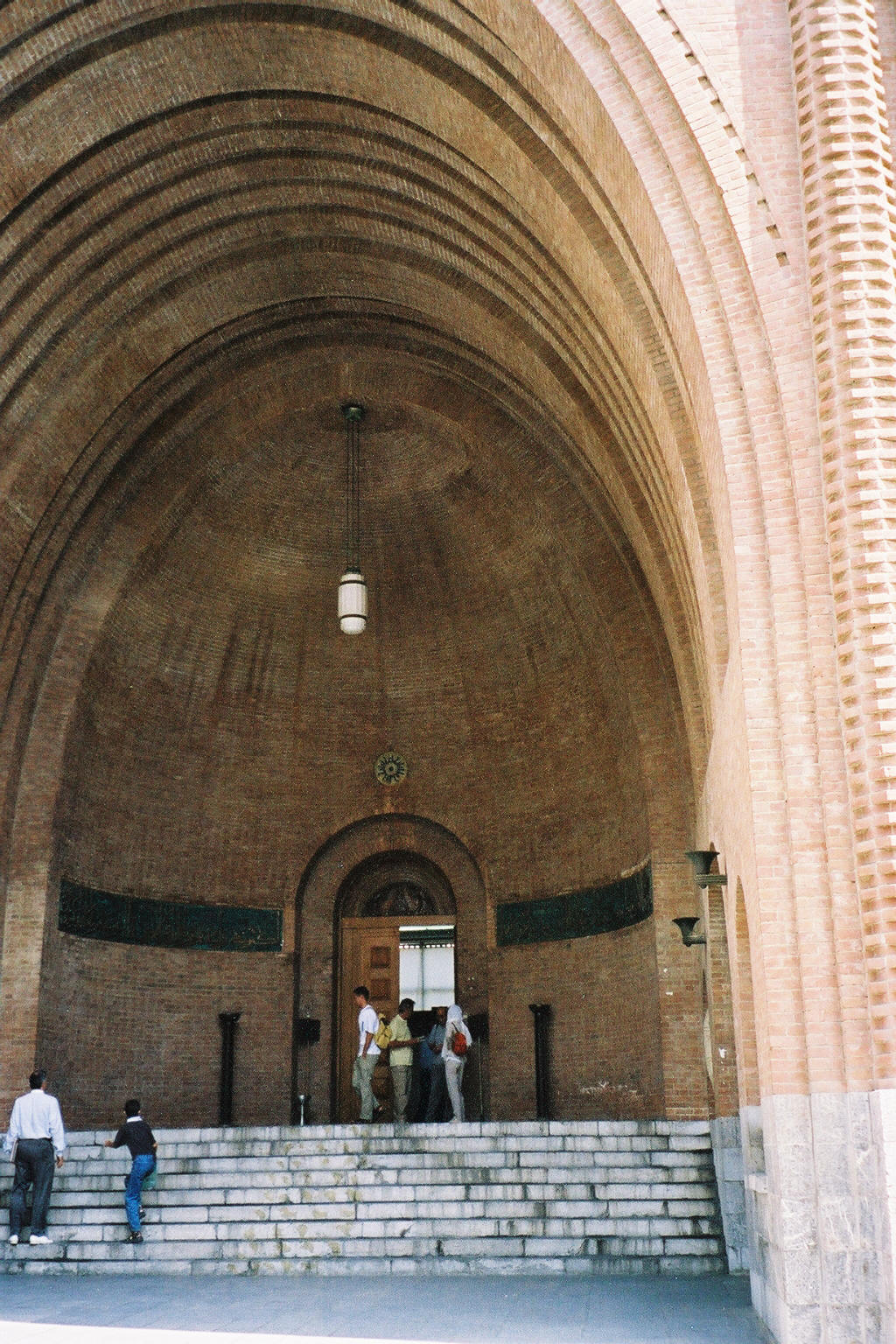
Главный вход в Музей древнего Ирана

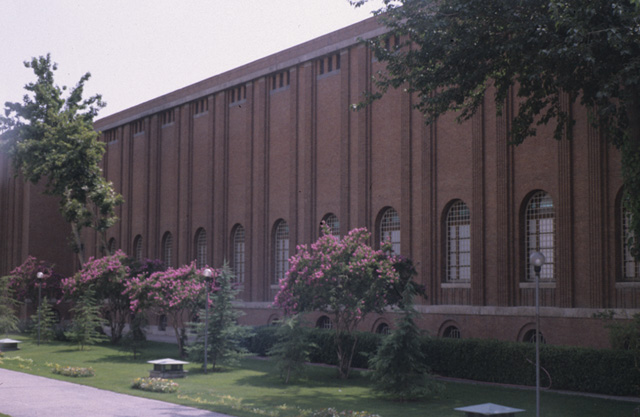
Фасад Музея древнего Ирана

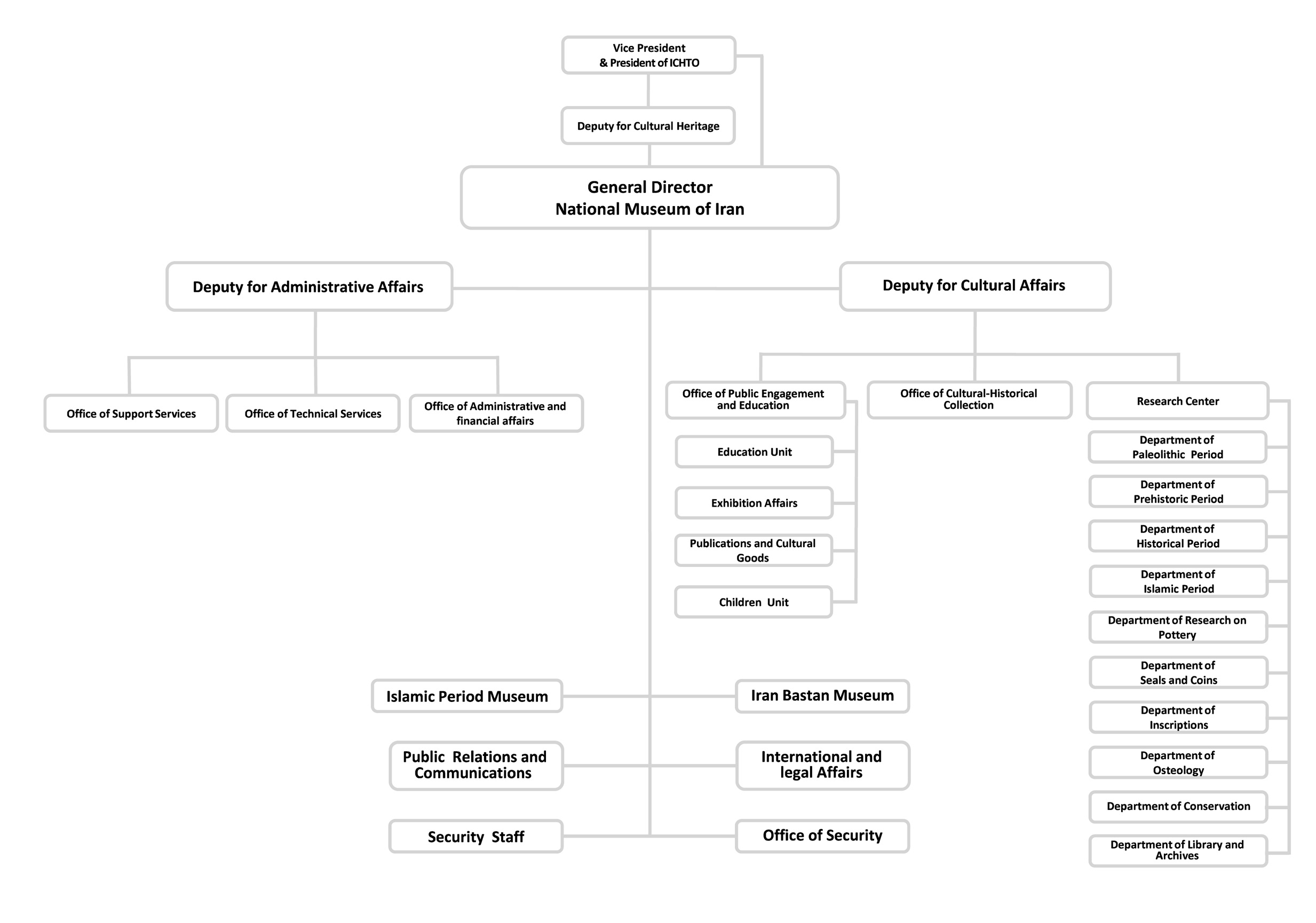
Организационная структура Национального музея Ирана

Кирпичное здание Музея древнего Ирана площадью около 11 тысяч квадратных метров было спроектировано французским архитектором Андре Годаром в начале XX века. На формирование архитектурного облика здания повлияла архитектура эпохи Сасанидов, особенно дворца Таки-Кисра в Ктесифоне. Строительство здания началось в 1935 году и было завершено в течение двух лет Аббасом Али Мемаром и Морадом Тебризи, официальное открытие состоялось в 1937 году.
Впоследствии было построено здание Музея (пост-)исламской эры был построен с использованием белым травертина. Здание было сооружено в 1972 году и претерпело немало внутренних изменений, во время революции 1979 года реконструкция продолжалась.
Хотя у Музея древнего Ирана всегда была специализация на демонстрации археологических реликвий, а также редких средневековых тканей и ковров, в новом здании музея экспонировалась керамика Амлаша из древних раскопок на побережье Каспийского моря. Также демонстрировались образцы современного искусства.
Здание Музея древнего Ирана состоит из трёх залов, где представлены артефакты и окаменелости нижнего, среднего и верхнего палеолита, а также эпохи неолита, медного века, раннего и позднего бронзового и железного веков, периодов Ахеменидов, Селевкидов, парфян и Сасанидов.
Музей (пост-)исламской эры состоит из трех этажей. Экспозиция содержит различные керамические изделия, текстиль, тексты, произведения искусства, астролябии, образцы каллиграфии, начиная с иранской пост-исламской эпохи.
В настоящее время разрабатываются планы строительства ещё одного здания музея, поскольку площади двух существующих зданий уже недостаточно для размещения имеющихся экспонатов.

## Коллекции
Самые старые артефакты, представленные в музейной экспозиции, найдены в Кашафруде, Дарбанде и Ганджи-Паре — местах, которые относят к стоянкам периода нижнего палеолита. В первом зале Музея древнего Ирана также экспонируются мустьерские каменные орудия, изготовленные неандертальцами. Самые важные орудия верхнего палеолита найдены в пещере Яфте, их возраст — 30-35 тысяч лет. Кроме того, среди других древних артефактов имеются статуэтки людей и животных в возрасте 9 тысяч лет, найденные при раскопках холма Сараб в провинции Керманшах.

## Отделы
- Отдел охраны природы
- Отдел палеолита
- Остеологический отдел
- Доисторический отдел
- Исторический отдел
- Исламский отдел
- Отдел рукописей и манускриптов
- Отдел печати и монет
- Центр изучения керамики

## Временные выставки
На первом этаже нового здания музея размещены современные выставки музейных коллекций. Временные выставки проводятся два или три раза в год, и, как правило, работают от одного до двух месяцев. С августа по октябрь 2014 года в музее проходила выставка под названием «Двести тысяч лет отношений между людьми и животными в Иране». Выставка была посвящена сосуществованию древних человеческих обществ и различных видов животных в Иране, начиная с позднего палеолита и до наших дней.

## Галерея

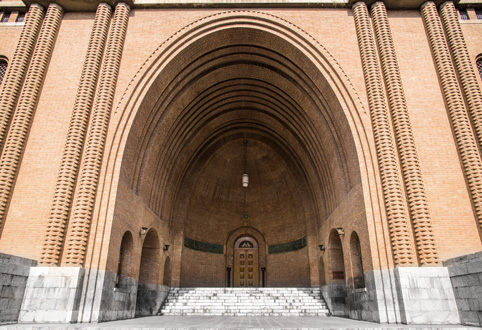
Музей Древнего Ирана, часть Национального музея Ирана
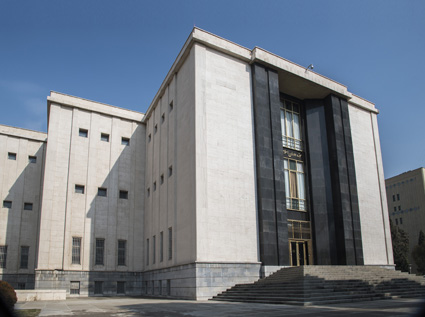
Музей исламской эпохи, часть Национального музея Ирана
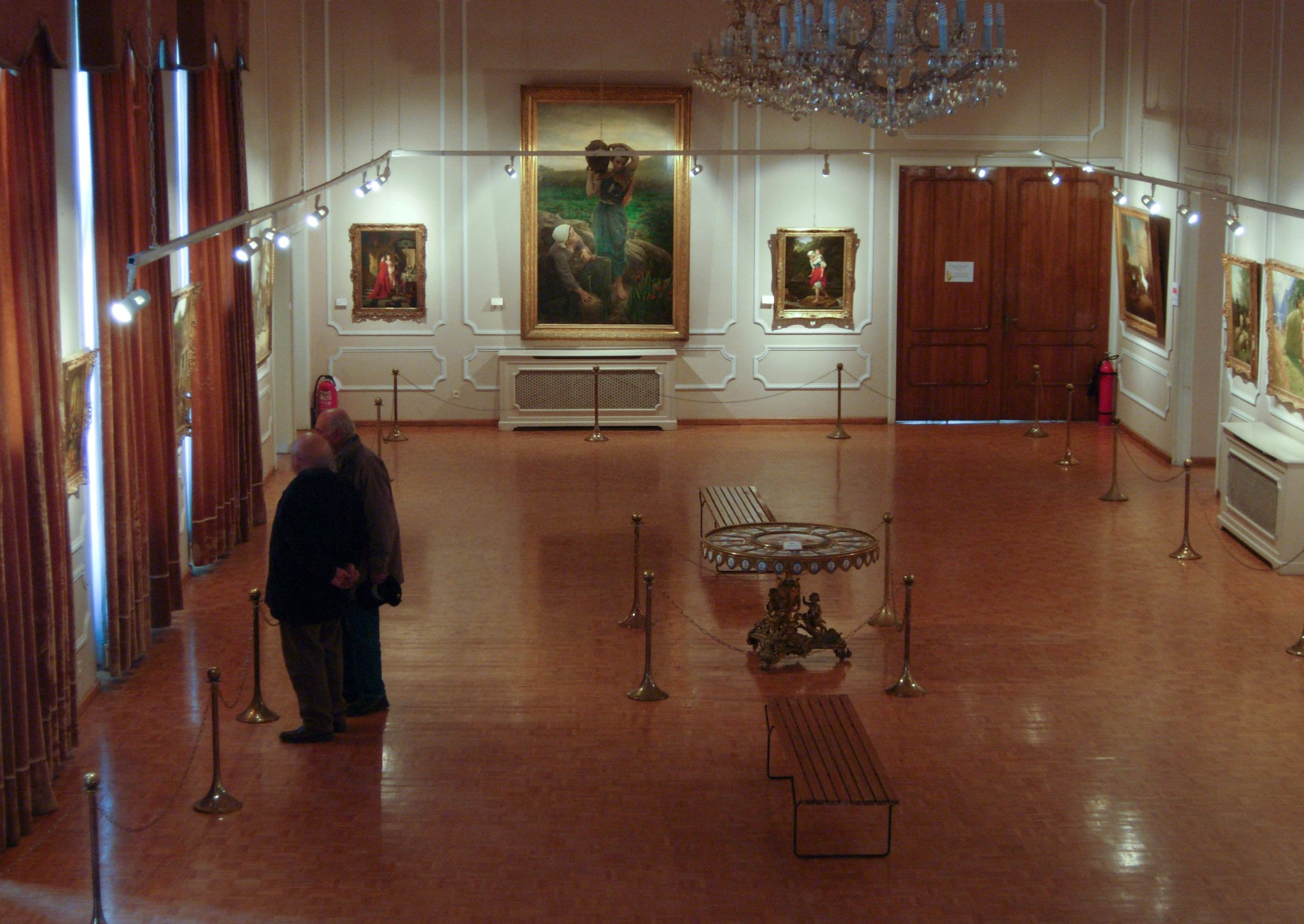
Отдел изобразительных искусств Музей (пост)исламской эры
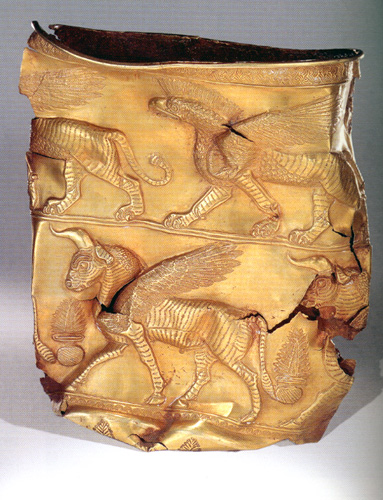
Золотой кубок железного века от Марлика, хранящийся в Музее Древнего Ирана
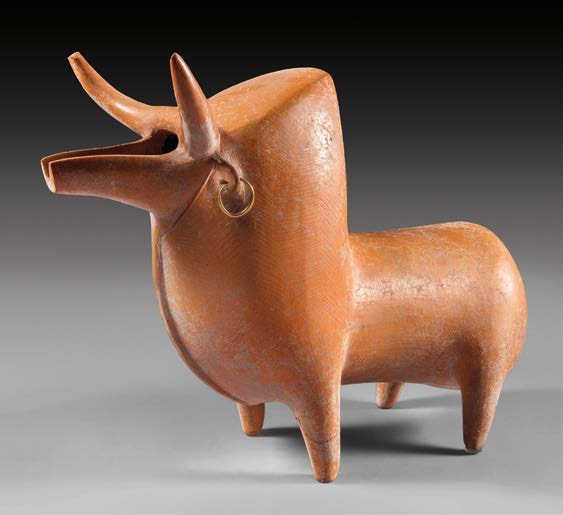
Статуя животного железного века из Марлика, хранящаяся в Музее Древнего Ирана
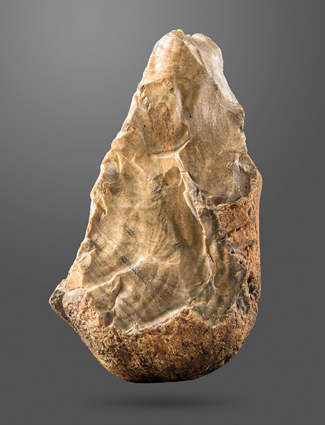
Триэдр нижнего палеолита, найденный в Амар-Мердеге, хранится в Музее Древнего Ирана
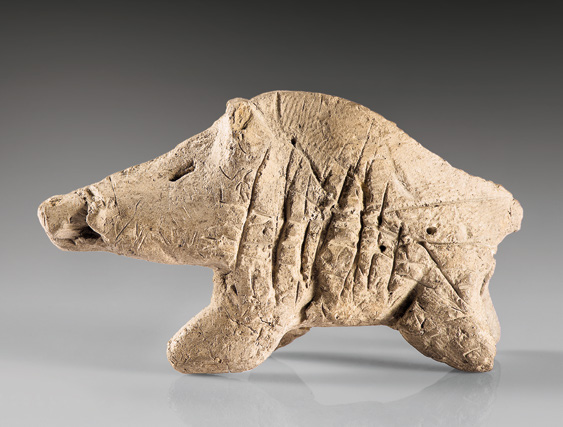
Глиняная фигурка кабана эпохи неолита, найденная в Тепе Сараб, хранится в Музее Древнего Ирана
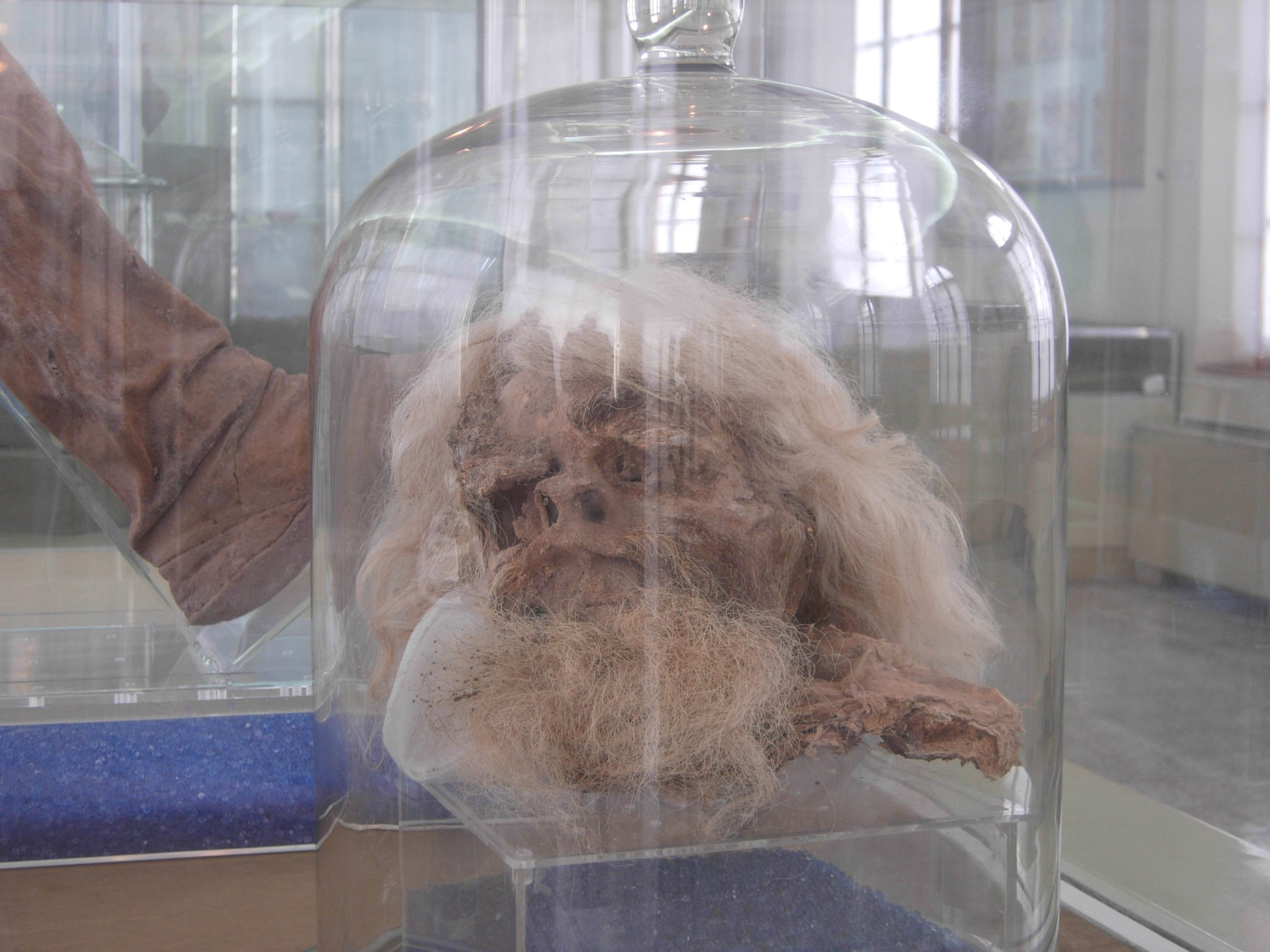
«Соляной человек» хранится в Музее Древнего Ирана.
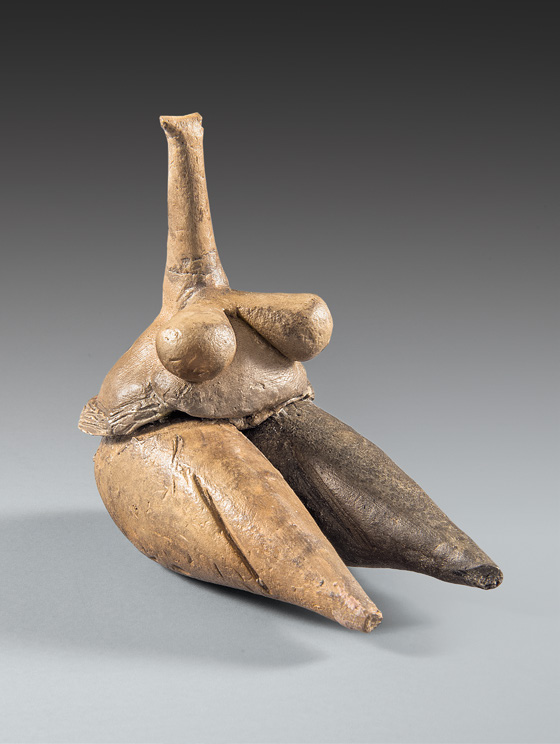
Глиняная фигурка богини плодородия, найденная в Тепе Сараб, относящаяся к неолиту, хранится в Музее Древнего Ирана
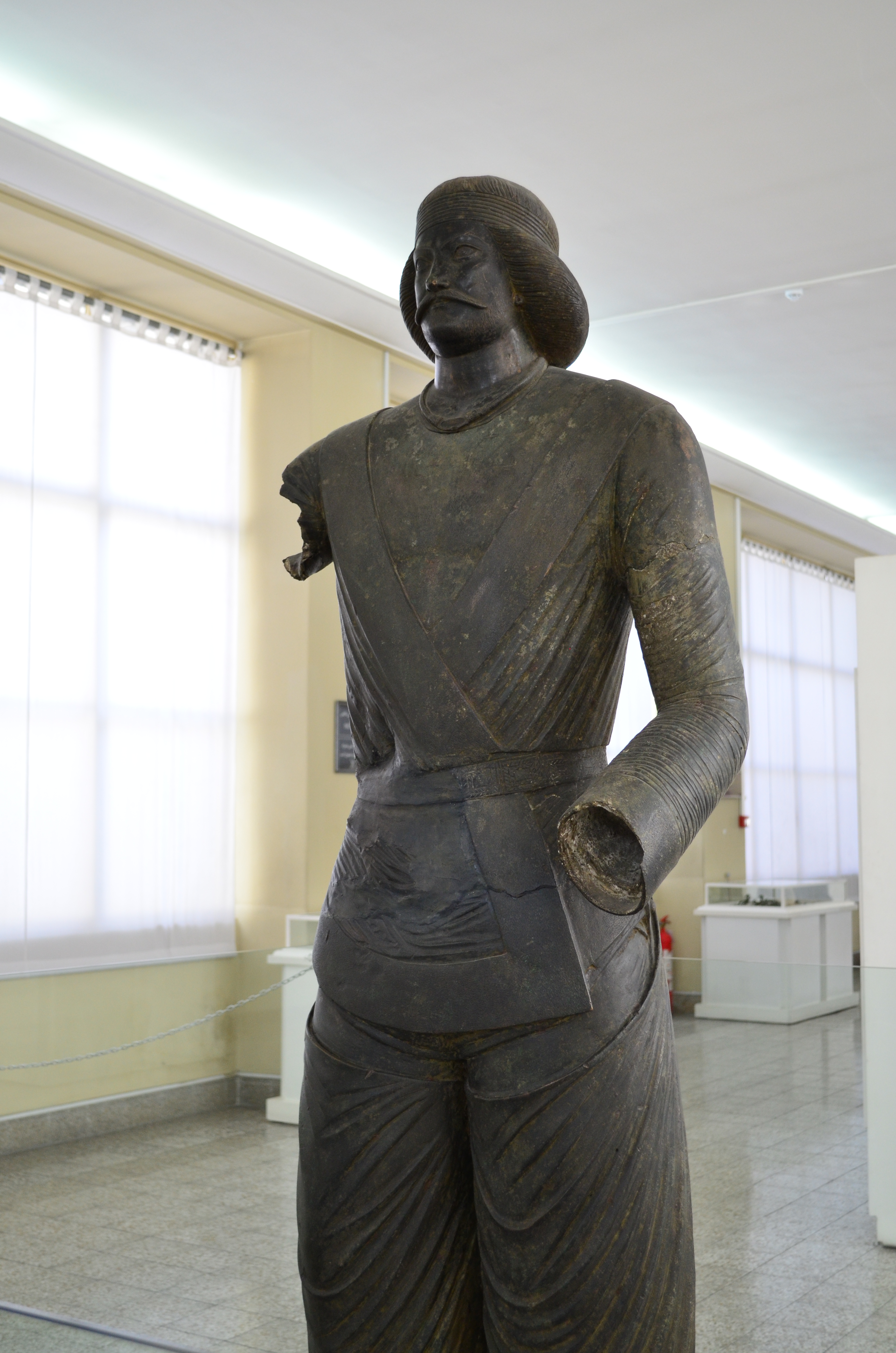
Статуя знатного перса[англ.], Музей древнего Ирана
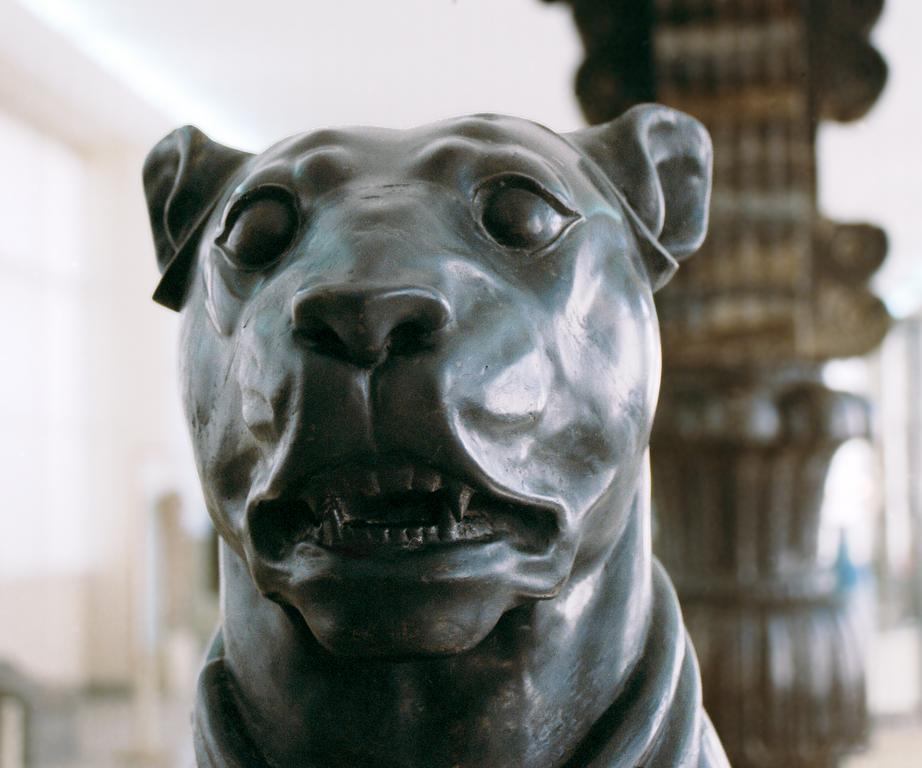
Статуя мастифа, найденная в Ападане, Персеполис, Музей древнего Ирана
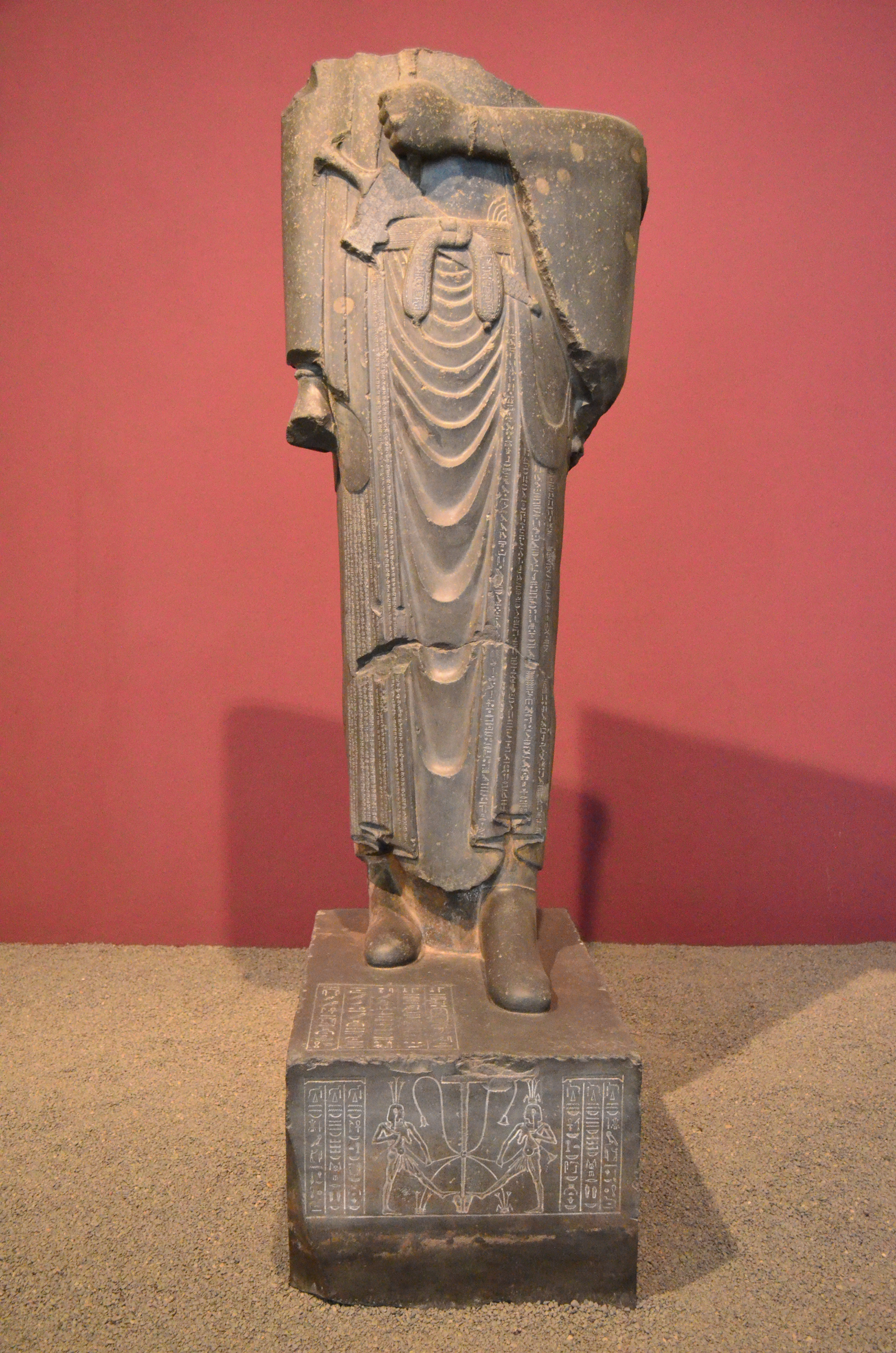
Статуя Дария I, Музей древнего Ирана
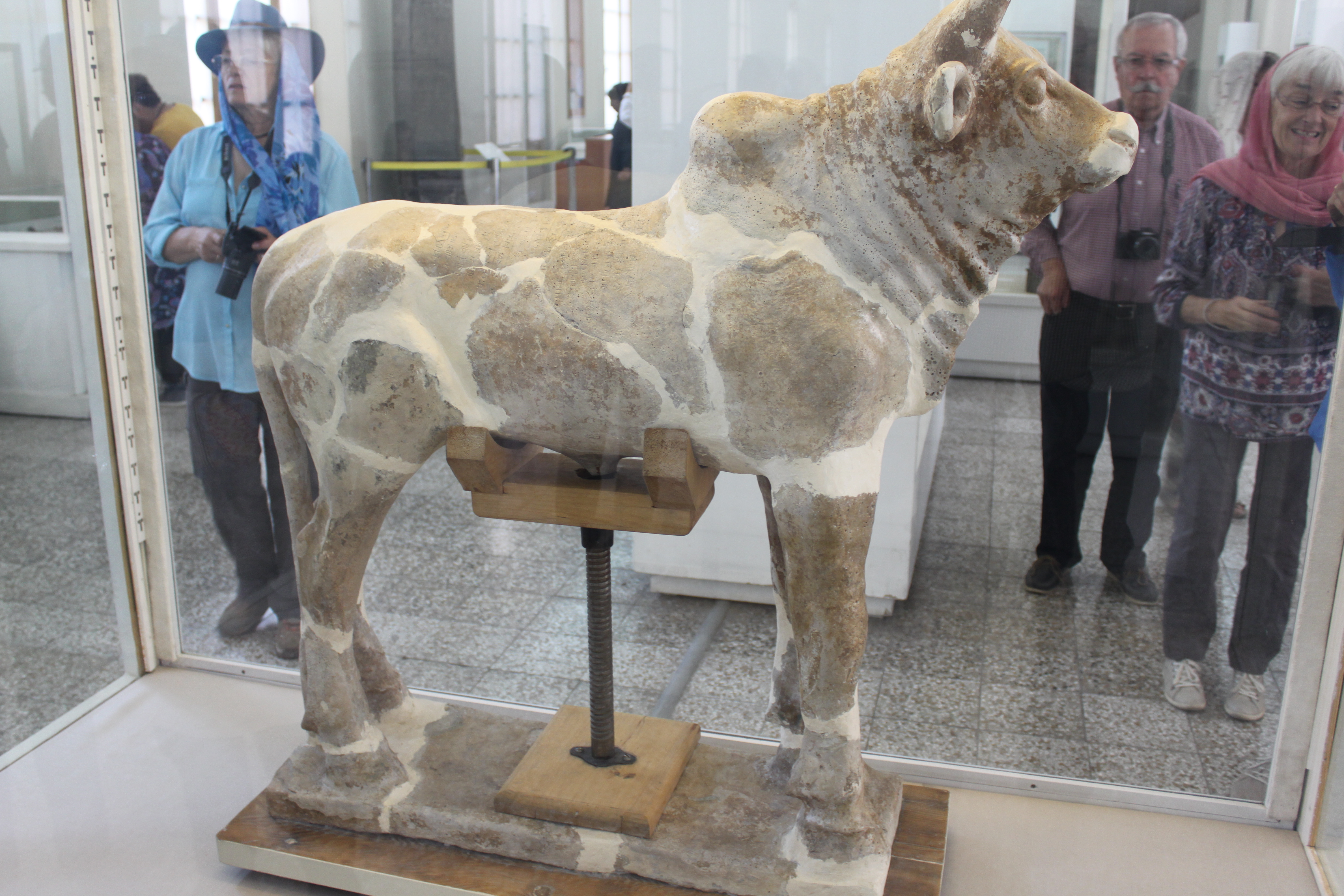
Эламская статуя быка, конец II века до н. э.
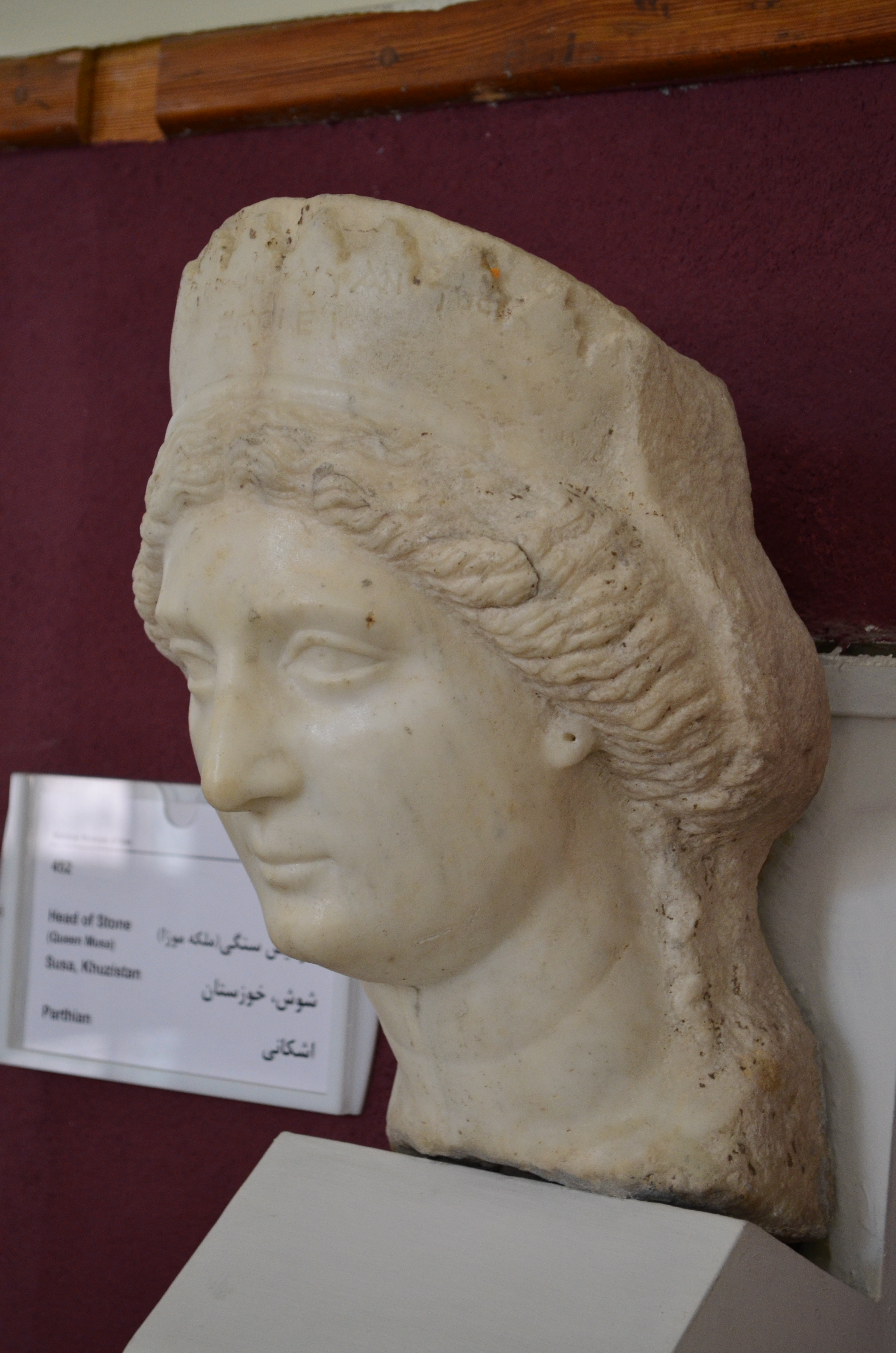
Статуя Музы Парфянской
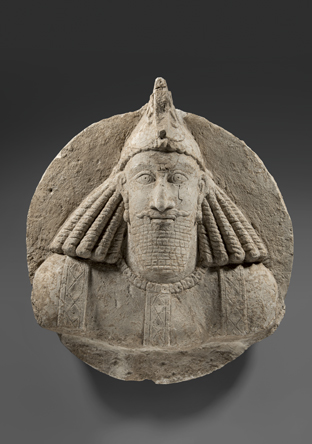
Статуя сасанидского дворянина из Хаджиабада (Фарс), хранится в Музее Древнего Ирана.
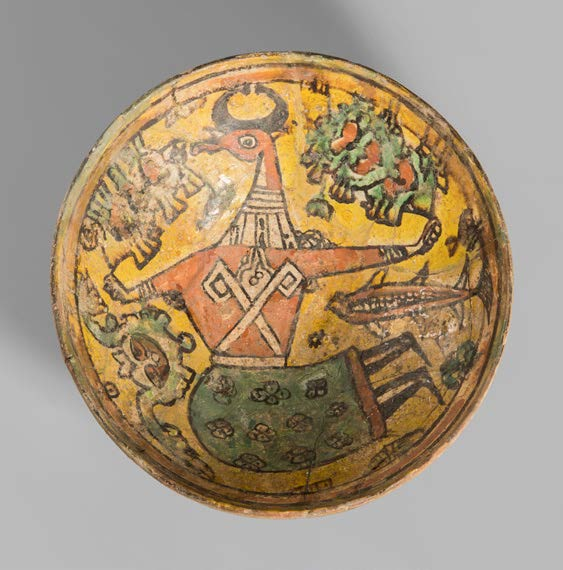
Керамическая чаша IX века из Горгана, украшенная накладкой под прозрачной глазурью, изображающая антропную фигуру с головой быка, хранится в Музее исламской эры.
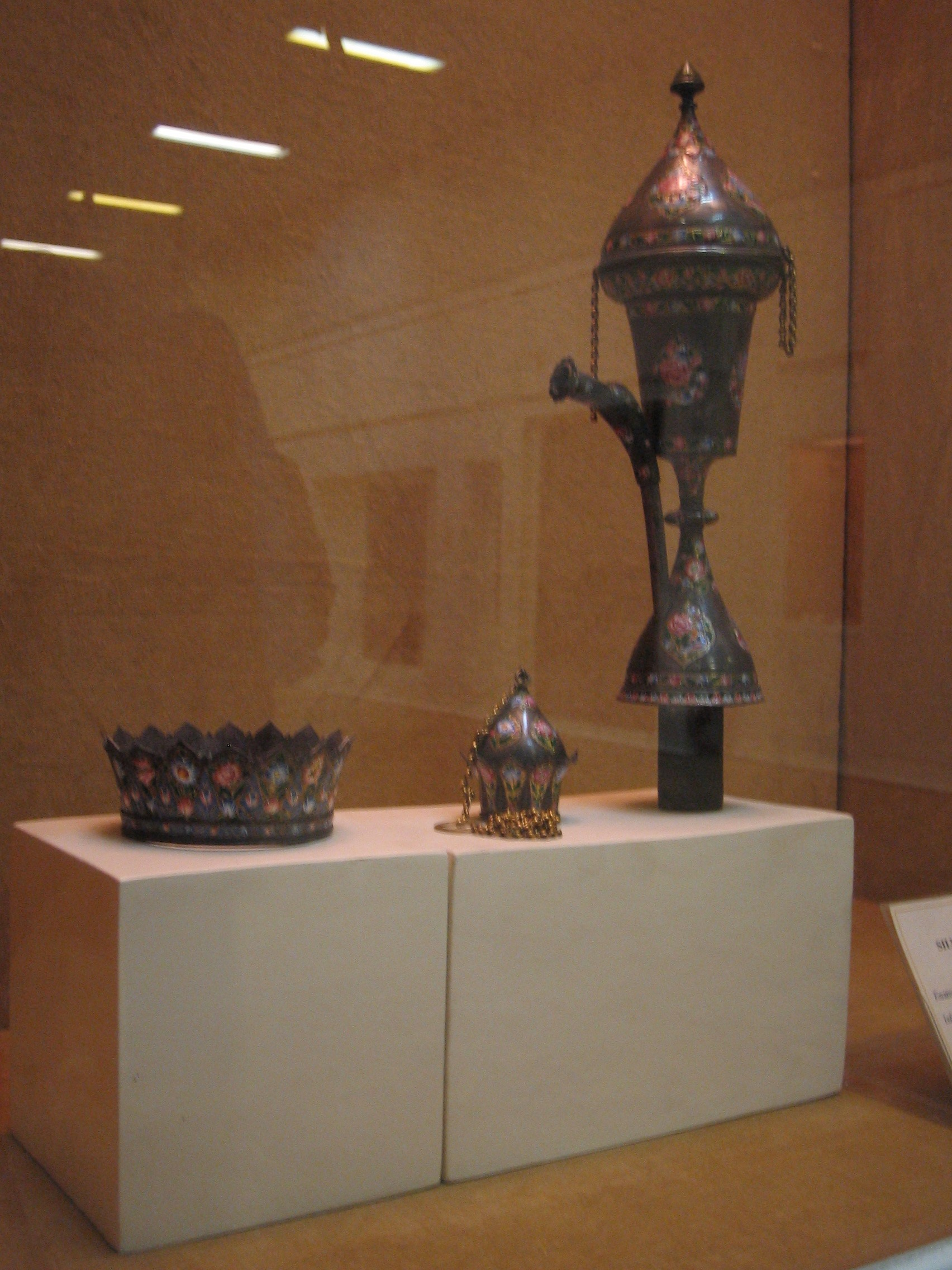
Кальян XIX века, хранящийся в Музее исламской эпохи.
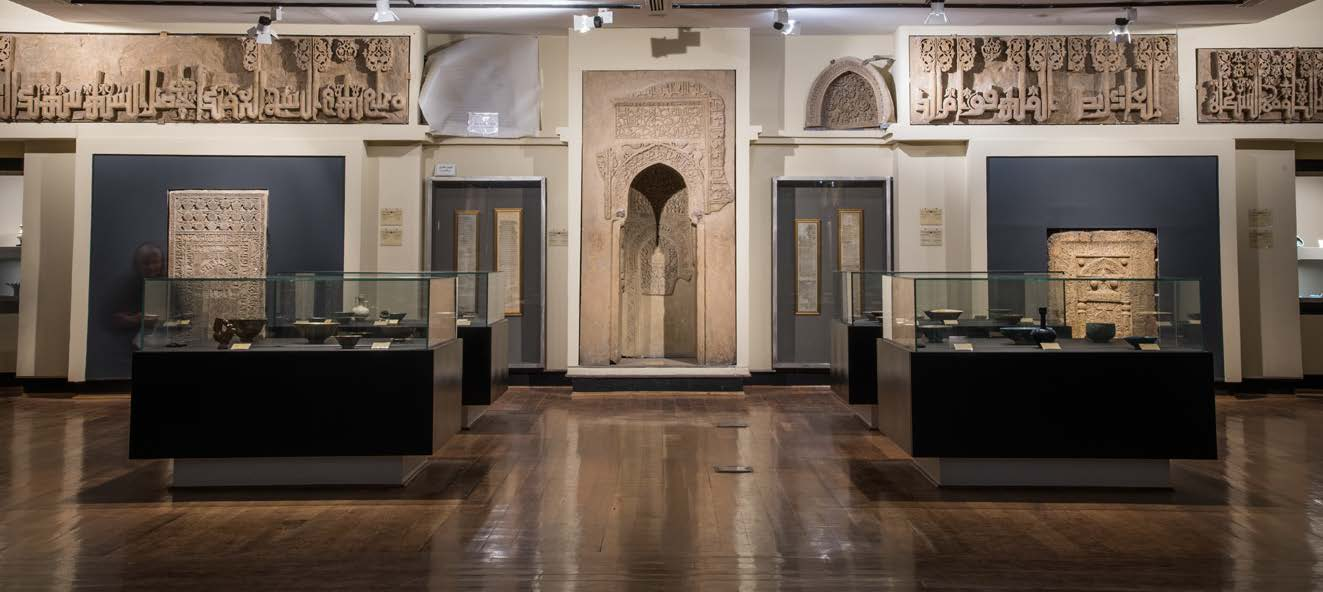
Сельджукская галерея Музея исламской эры.
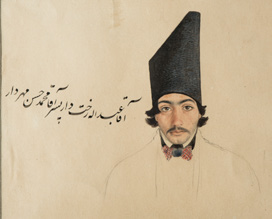
Акварельная картина XVIII века, подписанная Абол-Хасаном Каффари (Сани-ол-Молк) из периода Каджаров, хранится в Музее исламской эры.